# Strażnica WOP Bartoszyce
Strażnica w Bartoszycach:
1. podstawowy pododdział graniczny Wojsk Ochrony Pogranicza.
2. graniczna jednostka organizacyjna polskiej straży granicznej realizująca zadania bezpośrednio w ochronie granicy państwowej.

## Formowanie i zmiany organizacyjne
W 1963 roku utworzono placówkę WOP w Bartoszycach i nadano jej numer 3. W 1976 roku rozformowało 19 Kętrzyński Oddział WOP, a placówkę przekazano do Kaszubskiej Brygady WOP.
Po rozwiązaniu w 1991 roku Wojsk Ochrony Pogranicza, strażnica w Bartoszycach weszła w podporządkowanie Warmińsko-Mazurskiego Oddziału Straży Granicznej. Siedziba strażnicy SG W Bartoszycach mieściła się przy ul. Bema 20. Obiekt W 2010 roku. został przekazany do Starostwa Powiatowego W Bartoszycach. Z dniem 14.10.2002 roku Strażnica SG Bartoszyce została skreślona, a ochraniany przez nią odcinek granicy państwowej, budynki, sprzęt włączono do Granicznej Placówki Kontrolnej SG w Bezledach. Do Bezled przeszła też większa część funkcjonariuszy.

## Ochrona granicy
Wraz z przejęciem ochrony odcinka granicy państwowej z Federacją Rosyjską przez W-MOSG strażnica SG W Bartoszycach otrzymała odcinek od znaku granicznego nr 2307 do znaku granicznego 2225 (wył.) o łącznej długości 38,7 km.
Od zachodu graniczyła ze strażnicą SG W Górowie Iławeckim, a od wschodu ze strażnicą SG W Barcianach. Stan ten uległ zmianie z chwilą włączenia do systemu ochrony granicy państwowej Strażnicy SG W Swiadkach Iławeckich. Wówczas ochraniany odcinek granicy zmniejszył się od strony zachodniej o 1,55 km przesuwając się na wschód do znaku granicznego 2305. 
Kolejne zmniejszenie ochranianego odcinka granicy państwowej nastąpiło w 1997 roku z chwilą powstania strażnicy SG W Sępopolu. Od tego czasu strażnica w Bartoszycach ochraniała granicę państwową od znaku granicznego 2305 do 2272 (wył.) o długości 15,07 km. Od zachodu graniczyła ze strażnicą SG W Świadkach Iławeckich oraz strażnicą SG W Górowie Iławeckim, a od wschodu ze Strażnicą SG W Sępopolu. 

## Komendanci strażnicy
- mjr SG Józef Hucik (10.05.1991-30.11.1998)
- po. ppor. SG Tomasz Burbo (1.12.1993-28.02.1994)
- kpt. SG Jan Obieziereki (1.03.1994-14.05.1998)
- por. SG Dariusz Filipek (15.05.1998-30.11.2000)
- por. SG Henryk Anklewicz (1.12.2000-14.10.2002)[5]